# Бой при Хосрехе
Бой при Хосрехе — один из боёв во время Кавказской войны, произошедший между русскими войсками генерала В. Г. Мадатова, с одной стороны, и лакцами и их горскими союзниками под руководством Сурхай-хана Кунбуттая, с другой.
17-21 декабря 1819 года Сурхай-Хан Казикумухский вместе с лакцами и акушинцами напал на Чирагскую крепость, желая истребить русский гарнизон. Из 400 солдат гарнизона выжили лишь 70, из них только 8 были не ранены. Сурхай-хан, узнав о приближении подкрепления, вынужден был отступить. 
19-го января 1820 года генерал Ермолов  обратился с прокламацией «к жителям Кубинским, Дербентским и Бакинским».
Сурхай-хан Казикумухский, скрывая изменнические и злодейские свои намерения, доселе одними лживыми внушениями возмущал против Российского великого Государя народы Дагестанские; наконец, нарушив данную на верность и подданство присягу, собрав шайку разбойников, напал в Чираге на войска наши и в то же время отправил сына своего против нас в помощь Акушинцам.
В 1820 году русская крепость в Чираге стала опорой для нападения на Казикумух и Сурхай-хана.
Сурхай Кунбуттай, собрав поголовное лакское ополчение, укрепился у селения Хосрех. Селение Хосрех было расположено на самом неприступном месте и защищало вход в Казикумухское ханство. Туда также подошли горцы из союзных соседних вольных обществ, несмотря на то что перед вторжением в Лакию А. П. Ермолов просил соседних с лакцами даргинцев оставаться спокойными и воздержаться от присоединению к Сурхаю.

10 июня 1820 года князь генерал-лейтенант В. Г. Мадатов с войсками прибыл в Чираг. Оставив обоз в Чираге, он 12-го июня двинулся к селению Хосреху и, не доходя семи верст, был встречен неприятельскою конницей, расположенной по вершинам гор. Последовала атака татарской конницей и тремя пехотными ротами. Горцы отступили к Хосреху, куда следом подошли главные силы отряда Мадатова. Мадатов приказал открыть огонь из всех 14 орудий, и после часовой бомбардировки были разрушены почти все постройки селения. После этого последовала атака тремя пехотными колоннами. Солдаты смогли ворваться в пролом, сделанный артиллерией, выбили штыками неприятеля из всех укреплений и гнали его до самой мечети. Здесь горцы упорно сопротивлялись, но пехотинцы скоро овладели мечетью. Горцы начали спешно покидать поле боя и направляться в сторону Сюрга.
«Улицы Хозрека и окрестные поля были усеяны убитыми и ранеными, оружием и пожитками разбитого неприятеля, коего потеря состояла из 1200 человек убитыми и ранеными и 603 человек пленными. В числе убитых находился племянник Али-скендера Аварского; ибо, как узнано впоследствии, Аварцы и Сургинцы давали вспомогательное войско Сурхай Хану».

В это же время Аслан-хан со своей конницей двинулся в селение Кули (Гулули) в обход, чтобы перекрыть пусть Сурхай-хану к Казикумуху.
«Аслан-ханъ кюринскій, повелъ свою конницу лѣвою нагорною стороною ущелья , съ тѣмъ, чтобъ, обойдя аулъ Гулули, гдѣ скрывался самъ Сурхай-ханъ, отрѣзать ему отступленіе къ своей столицѣ, къ Казикумуху».
14-го июня отряд Мадатова двинулся в Казикумух и занял его. 16-го июня все жители приведены были к присяге, и Аслан-хан кюринский был провозглашен ханом казикумухским.
Потерпев поражение, Сурхай-хан ушёл в Аварию, а оттудда в Персию, чтобы просить у шаха поддержки для продолжения борьбы с Россией.